# 布里格姆环岛站
布里格姆环岛站（英語：Brigham Circle station）是位于马萨诸塞州波士顿传教山布里格姆环岛地区的地面轻轨站。车站在亨廷顿大道行车道之间的分隔带中，波士顿轻轨绿线E支线在此站停靠。2002年车站翻新过后，该地面车站为残障乘客提供無障礙環境。

## 历史

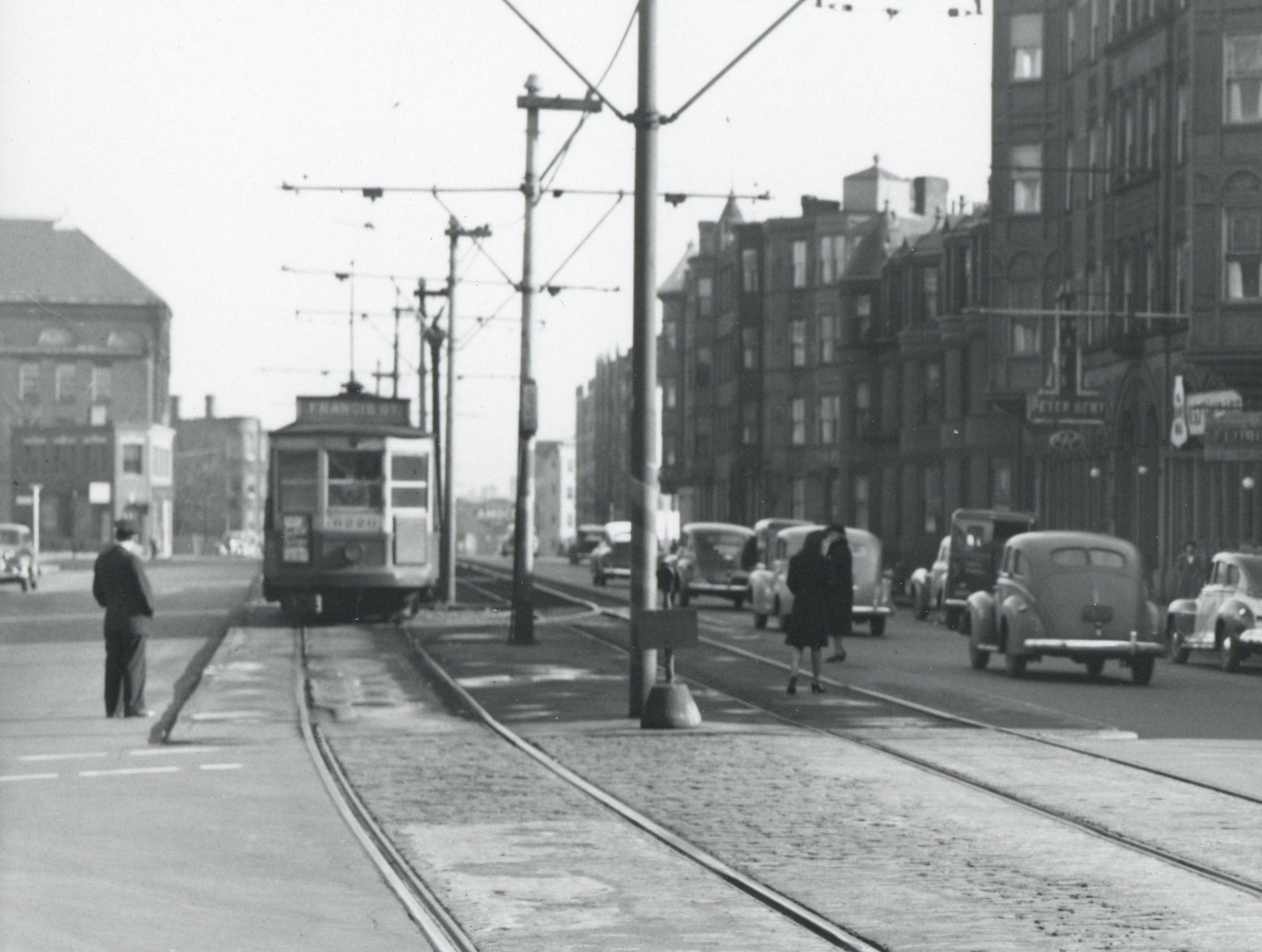
1943年布里格姆环岛站及有轨电车

布里格姆环岛站由两座交错的側式月台组成。出城方向站台在西侧，两座站台之间为横跨亨廷顿大道的人行横道。车站东侧为往波士顿市区方向，轻轨在道路中间的分隔带中行驶。车站西侧为希思街站方向，有轨电车直接在街道上，与普通机动车混行。因此当交通状况特别糟糕时，E支线可能临时将终点改至此站，以保证足够的轻轨发车频率，同时39路公交作为衔接，替代剩余线路服务。
2003年，车站改造为无障碍车站。
2012年7月1日，由于预算危机，马萨诸塞湾交通局在周末将E支线出城方向终点站设为布里格姆环岛站。这给当地居民带来不便，并对此表示不满。2012年10月13日，周末服务恢复，但略微降低发车频率。2012年12月29日，该项改动得到认可并正式更新至时刻表中。

## 车站结构
| G 街道/站台层 | 侧式站台，右侧开门 | 侧式站台，右侧开门       |
| G 街道/站台层 | 出城               | 往希思街（芬伍德路）     |
| G 街道/站台层 | 入城               | 往莱希米尔（长木医学区） |
| G 街道/站台层 | 侧式站台，右侧开门 |                          |